# Tydeus maculatus
Tydeus maculatus är en spindeldjursart som först beskrevs av Momen och Lundqvist 1996.  Tydeus maculatus ingår i släktet Tydeus, och familjen Tydeidae. Arten är reproducerande i Sverige.